# Langholmen (Sund)
Pour les articles homonymes, voir Langholmen.
Langholmen est une île dans le landskap Sunnhordland du comté de Vestland. Elle appartient administrativement à Øygarden.

## Géographie
Rocheuse et couverte d'arbres, elle s'étend sur environ 445 m de longueur pour une largeur approximative de 120 m. Viabilisée, elle compte de nombreuses habitations et deux routes dont une principale. 